# Julian Osiecki
Julian Osiecki (ur. 2 marca 1947 w Mrągowie) – polski polityk, samorządowiec, działacz społeczny, od 2007 do 2014 przewodniczący sejmiku warmińsko-mazurskiego III i IV kadencji.

## Życiorys
Ukończył studia ekonomiczne na Uniwersytecie Mikołaja Kopernika w Toruniu. Od 1966 do 1975 był kierownikiem oddziału Polskiego Czerwonego Krzyża w Mrągowie, następnie do 1990 pracował w zespole opieki zdrowotnej. W 1990 został dyrektorem mrągowskiego Miejskiego Ośrodka Pomocy Społecznej.
W okresie PRL działał w PZPR, był I sekretarzem komitetu miejskiego w Mrągowie. W latach 1984–1990 i 1994–1998 zasiadał w radzie miejskiej w Mrągowie. W pierwszej połowie lat 90. był członkiem rady społecznej przy ministrze pracy i polityki społecznej. Był współzałożycielem m.in. fundacji charytatywnej w Olsztynie. W 2009 został prezesem zarządu okręgowego PCK w Olsztynie.
Był działaczem Unii Wolności i Partii Demokratycznej. W 1998, 2002 (z listy SLD-UP) i 2006 (z listy LiD) uzyskiwał mandat radnego sejmiku warmińsko-mazurskiego. Wkrótce po ostatnich z tych wyborów przeszedł do Platformy Obywatelskiej. W 2007 zastąpił Mirona Sycza na stanowisku przewodniczącego sejmiku III kadencji. W 2010 uzyskał reelekcję w wyborach wojewódzkich, po czym został wybrany na przewodniczącego sejmiku IV kadencji. Pełnił tę funkcję do 2014, w tym samym roku i w 2018 utrzymywał mandat radnego na kolejne kadencje.
W 2007, 2011 i 2015 bez powodzenia kandydował z listy PO do Sejmu.

## Odznaczenia
W 2011 prezydent Bronisław Komorowski odznaczył go Krzyżem Oficerskim Orderu Odrodzenia Polski, w 1999 został odznaczony Krzyżem Kawalerskim tego orderu. W 2011 wyróżniony Brązową Odznaką „Zasłużony dla Ochrony Przeciwpożarowej”.